# KkStB-Tenderreihe 12
Die kkStB-Tenderreihe 12 war eine Schlepptenderreihe der kkStB, deren Tender ursprünglich von der Tarnów–Leluchówer Staatsbahn und von der Rakonitz–Protivíner Bahn stammten.
Die kkStB beschaffte diese Tender ab 1875/76 von Ringhoffer in Prag-Smichov, von der Lokomotivfabrik der StEG, von der Wiener Neustädter Lokomotivfabrik und von der Lokomotivfabrik Floridsdorf.